# カディ・ラレン
カディ・ラレン（Cady Lalanne 1992年4月22日 - ）は、ハイチ・ポルトープランス出身のバスケットボール選手。208cm、115kgのパワーフォワード/センター。2015年のNBAドラフトで、サンアントニオ・スパーズから2巡目55位で指名された。身長208cm、体重115kgのPF。

## キャリア

### カレッジ
マサチューセッツ大学で4年間プレーし、1,000 得点、800 リバウンド、100 ブロックを達成した3人目のプレーヤーとなった。最終シーズンに平均11.6得点、9.5リバウンドの成績を残し、オール・アトランティック10のサード・チームに選ばれた。

### プロ
2015年のNBAドラフト2015年のNBAドラフトで、サンアントニオ・スパーズによって2巡目55位指名された。2015年7月の NBA サマーリーグにスパーズから参加した。
2015年10月30日, サンアントニオ・スパーズ傘下のDリーグ、オースティン・スパーズに入団が決まった。シーズン途中からはプエルトリコでプレー。2016年7月21日、CBAの浙江ゴールデンブルズと契約した。

#### 再び韓国へ(2024-)
2024年6月28日、KBLに所属する安養正官庄レッドブースターズへの加入が発表された。